# Exophonie
Exophonie bezeichnet das Schreiben von Belletristik in einer Sprache, die nicht die eigene Muttersprache ist. Berühmte Beispiele sind Werke von Samuel Beckett, Joseph Conrad, Oscar Wilde (Salome) und Vladimir Nabokov. Die Gründe für exophones Schreiben sind vielfältig, häufige Ursache sind Migration bzw. Exil, verbunden mit mangelnden Publikationsmöglichkeiten in der Muttersprache am neuen Aufenthaltsort. Aber auch Experimentierfreude oder der Versuch, Leser außerhalb der engen Grenzen der eigenen Muttersprache ohne Umweg über eine Übersetzung zu erreichen, zählen zu den Gründen. Exophone Literatur zählt zur transnationalen Literatur, der Sprachgebrauch darin kann Elemente des Translingualismus umfassen.
Bei bilingual aufgewachsenen oder in jungen Jahren ausgewanderten Schriftstellern kann es fraglich sein, ob für sie die Sprache des Schreibens als Muttersprache oder als Zweitsprache gilt. Die allermeisten exophonen Schriftsteller leben nach Auswanderung oder Exil in der Kultur ihrer Zweitsprache. Manche Schriftsteller haben vor dem Wechsel in die Zweitsprache schon in ihrer Muttersprache veröffentlicht, andere beginnen ihre schriftstellerische Karriere erst nach dem Wechsel. Manche exophone Schriftsteller sprechen und schreiben weiterhin auch in ihrer Muttersprache, andere verlieren den aktiven Gebrauch, besonders wenn die Migration in jungen Jahren erfolgte. 
Wenn ein ursprünglich in der Muttersprache verfasstes Werk später von der Autorin oder vom Autor in eine andere Sprache übersetzt wird, fällt dies nicht unter Exophonie, sondern gilt als Selbstübersetzung.

## Muttersprache Russisch
Die Auswanderung als größte Quelle der Exophonie wird für Russland bzw. die Sowjetunion in vier Phasen aufgeteilt: Erste Welle im Zarenreich (ca. 1870 bis 1916), Zweite Welle während Revolution und Bürgerkrieg  (1917 bis 1922), Dritte Welle in der Sowjetunion (1922 bis 1991, manchmal 1953 mit Stalins Tod geteilt), und die Vierte Welle in der post-sowjetischen Zeit (seit 1991). In allen diesen Wellen wanderten Menschen aus, die bereits publiziert hatten oder nach der Auswanderung damit begannen. Viele dieser Auswanderer flohen vor Verfolgung, entweder als Angehörige einer „Klasse“ oder aufgrund ihrer Zugehörigkeit zum Judentum.
Vladimir Nabokov gehört zur Zweiten Welle. Seine Familie floh mit ihm 1917 vor der Oktoberrevolution nach Deutschland, als Nabokov 18 Jahre alt war. 1937 ging er mit seiner jüdischen Frau zunächst nach Frankreich, 1940 erfolgte die Übersiedlung in die USA.
Ein bekannter exophoner Schriftsteller der Dritten Welle ist Joseph Brodsky, der die Sowjetunion 1972 im Alter von 32 Jahren verließ, und später in den USA für sein in englischer Sprache verfasstes Werk den Literaturnobelpreis erhielt. Ayn Rand verließ die Sowjetunion bereits 1926 im Alter von 21 Jahren.
Zur vierten Welle werden auch Schriftsteller wie Gary Shteyngart gezählt, obwohl die Familie von Shteyngart schon 1979 die Sowjetunion verließ. Doch war er zum Zeitpunkt der Einwanderung in die USA erst sieben Jahre alt, so dass sein autobiographisch geprägtes Werk durch die russische Diaspora an der Ostküste geprägt ist und zeitlich in die post-sowjetische Phase gehört. Nach dem Ende der Sowjetunion wurde die Emigration nach Deutschland für Menschen jüdischer Herkunft einfacher. Zu dieser Gruppe gehört Wladimir Kaminer, der 1990 im Alter von 23 Jahren nach Deutschland auswanderte.